# Еп (Горња Гарона)
Еп (фр. Eup) насеље је и општина у јужној Француској у региону Миди Пирене, у департману Горња Гарона која припада префектури Сен Годан.
По подацима из 2011. године у општини је живело 140 становника, а густина насељености је износила 63,06 становника/km². Општина се простире на површини од 2,22 km². Налази се на средњој надморској висини од 530 метара (максималној 1.259 m, а минималној 471 m).

## Демографија
| 1962. | 1968. | 1975. | 1982. | 1990. | 1999. | 2011. |
| ----- | ----- | ----- | ----- | ----- | ----- | ----- |
| 113   | 128   | 141   | 157   | 151   | 146   | 140   |

График промене броја становника у току последњих година